# مثبط الحمض النووي

Image illustrates DNA, RNA, and protein synthesis. The first two are الحمض النوويs.

مثبط الحمض النووي هو نوع من البكتيريا التي تعمل عن طريق تثبيط إنتاج الأحماض النووية . هناك فئتان رئيسيتان: مثبطات الحمض نووي ريبوزي ومثبطات الحمض نووي ريبوزي منقوص الأكسجين.  يعمل المضاد للفطريات الفلوسيتوزين بطريقة مشابهة.

## مثبط DNA
مثبط الحمض النووي حمض نووي ريبوزي منقوص الأكسجين مثل الكينولون الذي يعمل على تثبيط أنزيم gyrase في حمض نووي ريبوزي منقوص الأكسجين مثل مثبطات topoisomerase
مجموعات أخرى من مثبطات حمض نووي ريبوزي منقوص الأكسجين تشمل النتروفورانتوين وميترونيدازول تقضي على البكتيريا الهوائية حيث تولد الأيضات وتضعها 

في خيوط حمض نووي ريبوزي منقوص الأكسجين المتعرجة فتصبح أكثر عرضة للكسر هذه الأدوية سامة للبكتيريا الهوائية ولكنها لاتؤثرعلى خلايا الإنسان

## مثبط RNA
مثبط RNA مثل ريفامبين يقضي على الحمض النووي الريبي المعتمد على الحمض النووي الريبي البوليمريز

## أنتي فوليتز (DNA، RNA، البروتين)
هو في المقام الأول هو مثبط حمض نووي ريبوزي وحمض نووي ريبوزي منقوص الأكسجين وغالبا مايضم إلى مثبطات الأحماض النووية في كتب نصية، إلا أنها تعمل بشكل غير مباشر على تثبيط تكوين البروتين (لأن رباعي هيدروفلولات يشارك في تركيب حمض سيرين أمين وميثيونين)
فهو يعتبر أحيانا من فئة مضادات الأيض الخاصة.
عموما، مصطلح مضاد الاستقلاب يستخدم حرفيا على أصناف مختلفة من الأدوية.